# Гуаданьоли, Антонио
Антонио Гуаданьоли (итал. Antonio Guadagnoli; 15 декабря 1798, Ареццо — 14 февраля 1858, Кортона) — итальянский поэт, участник освободительного движения 1830-х и 1840-х гг., писавший юмористические стихотворения на политические темы. По взглядам близок к Дж. Джусти; в стилистическом отношении на Гваданьоли повлиял Франческо Берни, отчасти и Беранже. Чрезвычайно лёгкая и доступная по форме, поэзия Гваданьоли и до настоящего времени не утратила своей популярности в Италии.